# Ермаков, Александр Иванович (музейный деятель)
Александр Иванович Ермаков (13 декабря 1951, Узынагаш, Алма-Атинская область — 14 апреля 2022, Ивановка, Тамбовская область) — советский и российский педагог, музейный деятель, более 40 лет возглавлял музей-заповедник Сергея Рахманинова «Ивановка» (1978—2022), лауреат Государственной премии Российской Федерации в области литературы и искусства (2019), Заслуженный работник культуры Российской Федерации (1996), Заслуженный деятель искусств Российской Федерации (2020).

## Биография
Родился 13 декабря 1951 года в селе Узун‑Агач Джамбылского района Алма‑Атинской области Казахской ССР.
В 1970 году окончил Туркестанское педагогическое училище (ныне Туркестанский гуманитарно-технический колледж). В 1971 году по комсомольской путевке приехал в Ивановку как школьный учитель.
В 1971 году я с «десантом» ЦК ВЛКСМ — молодыми педагогами из России, Белоруссии, Казахстана, Украины — приехал работать в Черноземье. Мне предлагали остаться в Тамбове, но я сказал: поеду в деревню! Председатель колхоза вцепился в меня: давай в Ивановку — мы школу открыли, а учителей нет!Александр Ермаков.

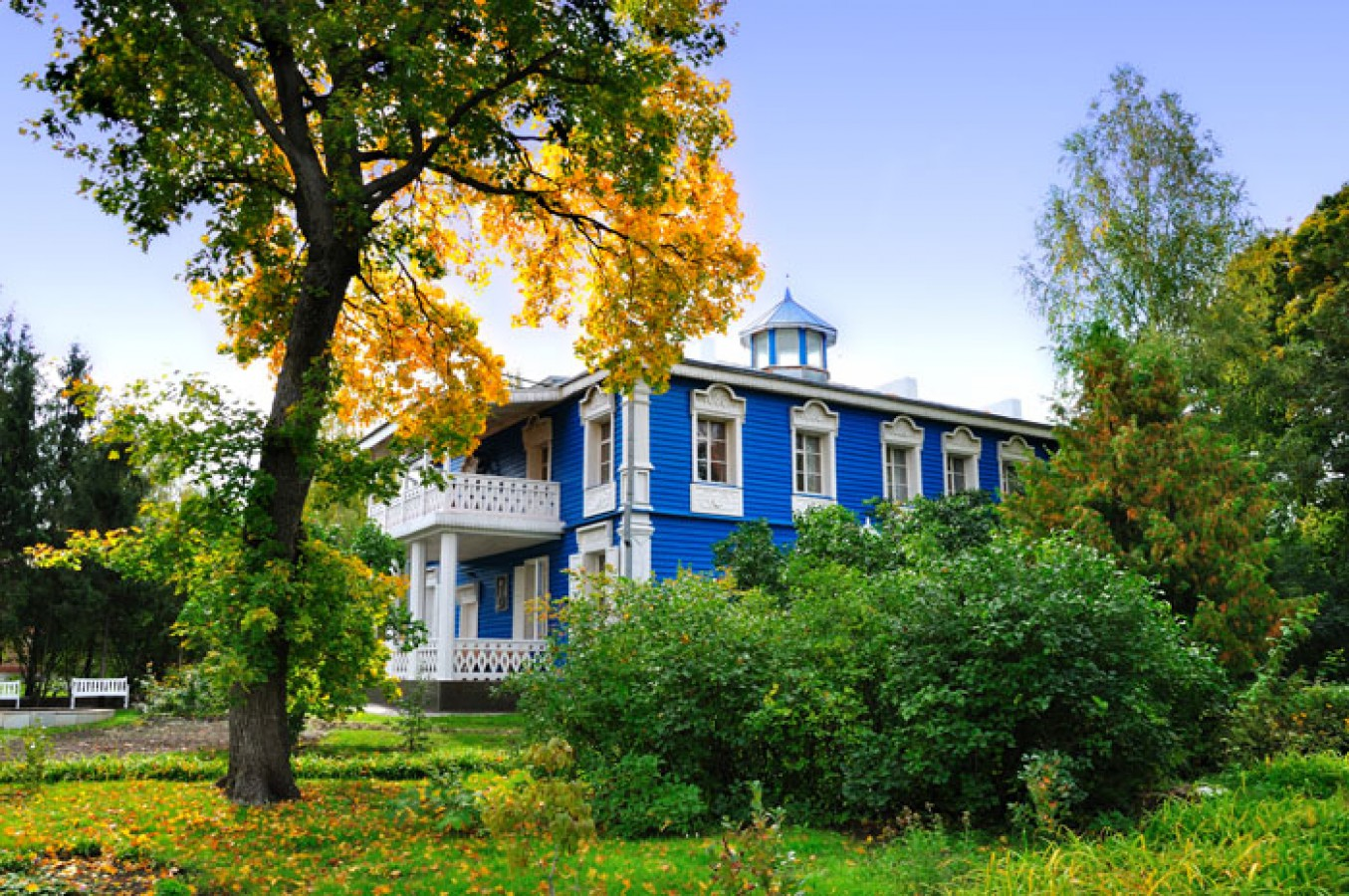
Здание музея-заповедника «Ивановка»

С 1971 по 1978 годы работал учителем Ивановской средней школы. В 1987 году окончил Тамбовский филиал Московского государственного института культуры, отделение культурно-просветительской работы.
Александр Ермаков стоял у истоков возрождения усадьбы композитора Сергея Рахманинова «Ивановка», где с 1890 по 1917 годы часто бывал композитор.
Попав в Ивановку, я был потрясен: здесь работал Рахманинов, 28 лет жил, но как же так: захотел кто-то спилить дерево — спилил. Захотел навоз вывалить — вывалил. Усадьбу превратили в помойку и пастбище. Я тогда сильно разозлился, собрал старшеклассников, и мы стали гонять скот, запрещали пилить деревья в усадьбе.Александр Ермаков
В 1978 году Ермаков принял предложение стать директором создающегося музея и являлся им вплоть до конца своей жизни. В 1982 году в Ивановке был открыт дом-музей Рахманинова на правах филиала Тамбовского краеведческого музея. В 1987 году дом-музей был преобразован в музей-усадьбу. Под руководством А. И. Ермакова был воссоздан парк и часть построек имения Сатиных-Рахманиновых, уничтоженного во время гражданской войны, были приобретены мемориальные вещи и предметы старины, позволяющие воссоздать дух усадьбы «Ивановка».
В сентябре 2019 года музей-усадьба «Ивановка» получил статус заповедника регионального значения.
В настоящее время музей стал одним из главных туристических мест Тамбовской области, центром сохранения и популяризации музыкальной культуры России.
Александр Ермаков являлся активным популяризатором наследия Сергея Рахманинова, организатором музыкальных фестивалей его имени и фестиваля «Ивановка зажигает звёзды», международных конференций, выставок в Швейцарии, Англии, Франции, посвящённых С. В. Рахманинову.
Скоропостижно скончался в Ивановке 14 апреля 2022 года. Похоронен 16 апреля 2022 года на территории музея-заповедника С. В. Рахманинова «Ивановка».

## Награды
- Заслуженный работник культуры Российской Федерации (09 марта 1996 года) — за заслуги в области культуры и многолетнюю плодотворную работу[10]
- Заслуженный деятель искусств Российской Федерации (18 июня 2020 года) — за большой вклад в развитие отечественной культуры и искусства, средств массовой информации, многолетнюю плодотворную деятельность[11]
- Государственная премия Российской Федерации в области литературы и искусства 2019 года (18 июня 2020 года) — за создание музея-усадьбы С. В. Рахманинова «Ивановка» и просветительскую деятельность[12]. Вручение государственной премии состоялось 24 июня 2020 года в Екатерининском зале Кремля[13]
- Благодарность Председателя Совета Федерации (2017 год) — за многолетний добросовестный труд, большой вклад в реализацию государственной и социальной политики и активную общественную деятельность[14].

## Общественная позиция
В марте 2014 года поддержал аннексию Крыма, подписал письмо президенту России Владимиру Путину в поддержку аннексии.

## Внешние видеофайлы
- Александр Ермаков: юбилей Рахманинова, госпремия и русская деревня // РИА ТОП68. 2020. 14 октября
- Александр Иванович Ермаков рассказывает о новом объекте Музея-заповедника — Китайской беседке // Museum-Reserve of Sergei Rachmaninov Ivanovka. 2022. 22 января
- Обращение А. И. Ермакова к соотечественникам // Museum-Reserve of Sergei Rachmaninov Ivanovka. 2022. 8 марта